# Carol Lynley
Carol Lynley, född 13 februari 1942 på Manhattan i New York, död 3 september 2019 i Pacific Palisades i Los Angeles, var en amerikansk skådespelare som främst är känd för sina filmroller i Otto Premingers filmer Kardinalen (1963) och Bunny Lake är försvunnen (1965). Hon hade även en roll i katastroffilmen SOS Poseidon 1972.